# 卡拉奇夫卡 (塔魯季涅區)
46°23′16″N 28°59′21″E / 46.38778°N 28.98917°E
卡拉奇夫卡（烏克蘭語：Калачівка）是位於烏克蘭西南部的村莊，由敖德萨州博爾赫拉德區的塔魯蒂內市鎮負責管轄。該村始建於1909年，面積0.66平方公里，海拔高度73米，2001年人口580，人口密度每平方公里878.79人。